# William Windsor (bouc)
Pour les articles homonymes, voir William Windsor.
William Windsor, plus connu sous le nom de Billy, est un bouc porté au grade d'aspirant-caporal (Lance Corporal) dans le 1er bataillon du Royal Welsh, un régiment d'infanterie de l'Armée de terre britannique. Ce n'est pas une mascotte militaire, mais un membre régulier des forces armées. Sa tâche principale consiste à marcher devant le bataillon. Offert en 2001 par la reine Élisabeth II, il a pris sa retraite le 20 mai 2009 en raison de son âge avancé. 
En 2006, il a été démis de ses fonctions pendant trois mois et rétrogradé fusilier à la suite d'un comportement désobéissant et belliqueux durant les célébrations de l'anniversaire officiel de la reine à Chypre. Il a retrouvé son grade en septembre 2006 après une marche exemplaire. 
Au moment de sa retraite en 2009, il s'est retrouvé au zoo de Whipsnade dans le comté de Bedfordshire. Un autre bouc a assuré la relève.